# Ovozomus similis
Ovozomus similis är en spindeldjursart som beskrevs av Harvey 200. Ovozomus similis ingår i släktet Ovozomus och familjen Hubbardiidae. Inga underarter finns listade i Catalogue of Life.